# Jero (Lieksa, Norra Karelen, Finland)
Jero eller Jeronjärvi är en sjö i Finland. Den ligger i kommunen Lieksa i landskapet Norra Karelen, i den sydöstra delen av landet, 400 km nordost om huvudstaden Helsingfors. Jero ligger 119,8 meter över havet. I omgivningarna runt Jero växer i huvudsak barrskog. Den är 28,5 meter djup. Arean är 1,54 kvadratkilometer och strandlinjen är 9,42 kilometer lång. Sjön  ingår i Vuoksens huvudavrinningsområde. 